# Charmois-l'Orgueilleux
Pour les articles homonymes, voir Charmois.
Charmois-l'Orgueilleux est une commune française située dans le département des Vosges, en région Grand Est.

## Géographie

### Localisation

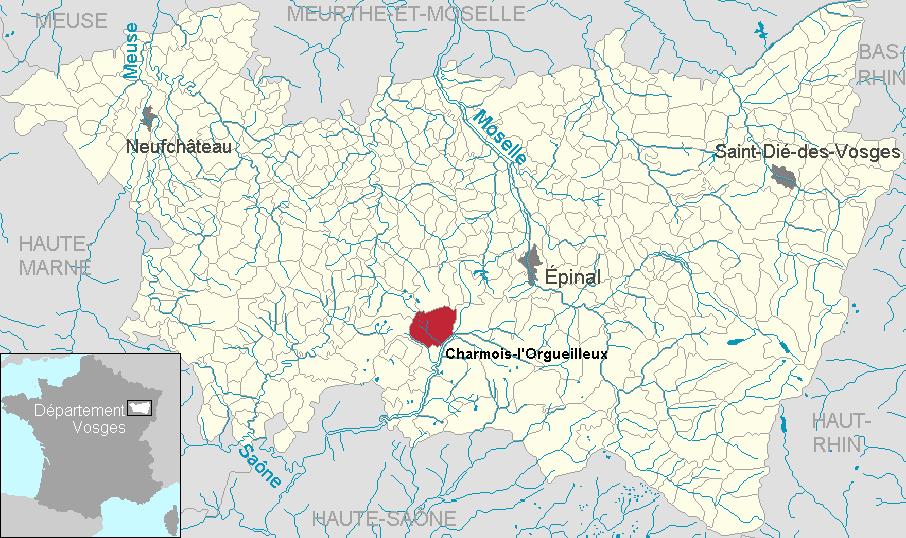
Localisation dans le département.

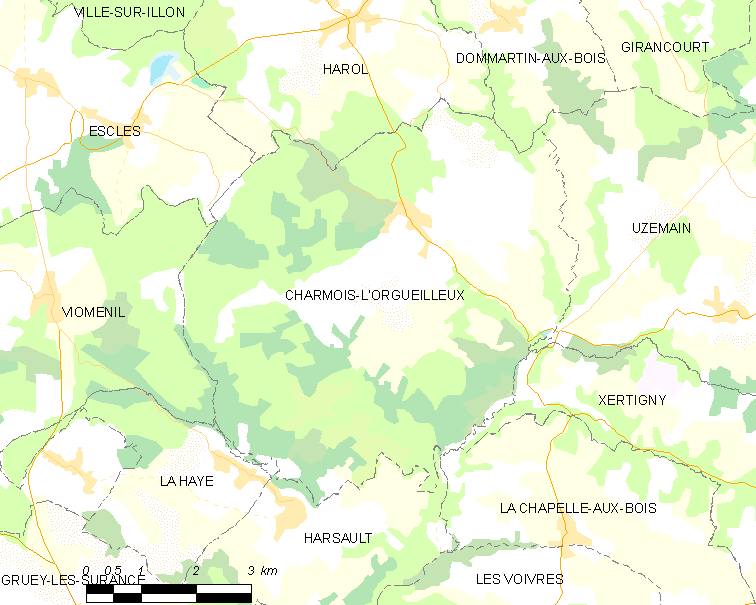
Situation géographique de Charmois-l'Orgueilleux

Charmois-l'Orgueilleux est un village de la Vôge à 22 km au sud-ouest d'Épinal.

### Géologie et relief
Sur les 3 650 hectares de cette vaste commune, 2 086 ha sont occupés par la forêt, principalement dans la forêt domaniale du Ban d'Harol (1 086 ha).
Les forêts communales de Charmois (250 ha), Harol (70 ha), Harsault (20 ha), les forêts privées (660 ha) formant le complément.
Les terres agricoles servent essentiellement aux cultures fourragères (830 ha). Les prés couvrent 517 ha, les étangs 33 ha. Les vergers, landes, jardins et l'eau couvrent 184 ha.
Hydrogéologie et climatologie :
- territoire communal : occupation du sol (Corinne Land Cover); Cours d'eau (BD Carthage) ;
- géologie : carte géologique; Coupes géologiques et techniques ;
- hydrogéologie : masses d'eau souterraine.

- Hameaux de la commune :
  - La Neuve-Verrerie ;
  - Les Forges d'Uzemain (partagé avec Uzemain) ;
  - Nobaimont ;
  - Reblangotte ;
  - Saucenot (partagé avec Harol).
- Écarts de la commune :
  - Bellevue ;
  - La Queue Barroit ;
  - La Rochotte ;
  - Le Moulin ;
  - Maison forestière de Ban le Duc ;
  - Maison forestière de Morampierre ;
  - Pont Tremblant ;
  - Une maison au hameau de Maupotel (commune d'Escles).

### Sismicité
La commune se trouve dans une zone de sismicité modérée.

### Hydrographie et les eaux souterraines
La commune est située pour partie dans le bassin versant du Rhin au sein du bassin Rhin-Meuse et pour partie dans le bassin versant de la Saône au sein du bassin Rhône-Méditerranée-Corse. Elle est drainée par le canal de l'Est, le Coney, le ruisseau des Sept Pêcheurs, le ruisseau de Francogney, le ruisseau de Reblangotte et le ruisseau des Auriers,.
Le Canal de l'Est, d'une longueur totale de 50,6 km, prend sa source dans la commune de Girancourt et se jette  dans la Saône à Corre, après avoir traversé quatorzecommunes.
Le Côney, d'une longueur totale de 55,2 km, prend sa source dans la commune de Dounoux et se jette  dans le canal de l'Est à Corre, après avoir traversé vingt communes.
Le ruisseau des Sept Pêcheurs, d'une longueur totale de 11,5 km, prend sa source dans la commune de Girancourt et se jette  dans le Côneyen limite d'Uzemain et de Xertigny, après avoir traversé trois communes.

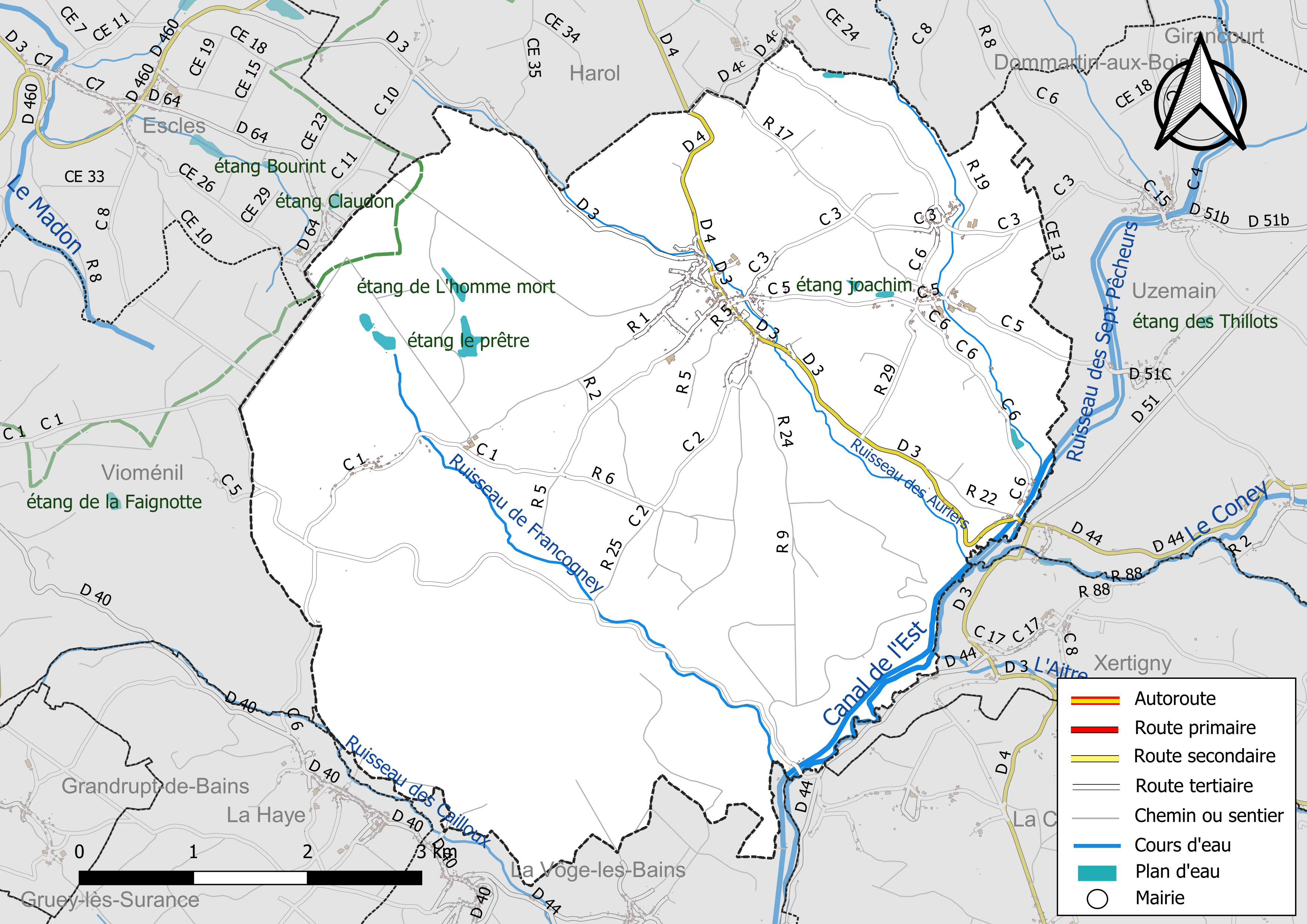
Réseaux hydrographique et routier de Charmois-l'Orgueilleux.

### Climat
Pour des articles plus généraux, voir Climat du Grand Est et Climat des Vosges.
En 2010, le climat de la commune est de type climat des marges montargnardes, selon une étude du Centre national de la recherche scientifique s'appuyant sur une série de données couvrant la période 1971-2000. En 2020, Météo-France publie une typologie des climats de la France métropolitaine dans laquelle la commune est exposée à un climat semi-continental et est dans la région climatique  Lorraine, plateau de Langres, Morvan, caractérisée par un hiver rude (1,5 °C), des vents modérés et des brouillards fréquents en automne et hiver. 
Pour la période 1971-2000, la température annuelle moyenne est de 9,6 °C, avec une amplitude thermique annuelle de 17,1 °C. Le cumul annuel moyen de précipitations est de 1 063 mm, avec 12,6 jours de précipitations en janvier et 10 jours en juillet. Pour la période 1991-2020, la température moyenne annuelle observée sur la station météorologique de Météo-France la plus proche, « Dommartin-aux-Bois_sapc », sur la commune de Dommartin-aux-Bois à 6 km à vol d'oiseau, est de 10,6 °C et le cumul annuel moyen de précipitations est de 908,9 mm. 
La température maximale relevée sur cette station est de 39,4 °C, atteinte le 25 juillet 2019 ; la température minimale est de −17,5 °C, atteinte le 20 décembre 2009,,. 
Les paramètres climatiques de la commune ont été estimés pour le milieu du siècle (2041-2070) selon différents scénarios d'émission de gaz à effet de serre à partir des nouvelles projections climatiques de référence DRIAS-2020. Ils sont consultables sur un site dédié publié par Météo-France en novembre 2022.

### Communes limitrophes
| Escles   | Harol                  | Dommartin-aux-Bois            |
| Vioménil | Charmois-l'Orgueilleux | Uzemain                       |
| La Haye  | Harsault               | Xertigny La Chapelle-aux-Bois |

#### Voies routières
Commune desservie par les routes départementales D 3 et D 4.

#### Transports en commun
Réseau de transport en commun des Vosges Livo.

## Urbanisme

### Typologie
Au 1er janvier 2024, Charmois-l'Orgueilleux est catégorisée commune rurale à habitat dispersé, selon la nouvelle grille communale de densité à sept niveaux définie par l'Insee en 2022.
Elle est située hors unité urbaine. Par ailleurs la commune fait partie de l'aire d'attraction d'Épinal, dont elle est une commune de la couronne,. Cette aire, qui regroupe 118 communes, est catégorisée dans les aires de 50 000 à moins de 200 000 habitants,.

### Occupation des sols
L'occupation des sols de la commune, telle qu'elle ressort de la base de données européenne d’occupation biophysique des sols Corine Land Cover (CLC), est marquée par l'importance des forêts et milieux semi-naturels (59,8 % en 2018), une proportion identique à celle de 1990 (59,8 %). La répartition détaillée en 2018 est la suivante : 
forêts (55,9 %), prairies (17,6 %), terres arables (14,6 %), zones agricoles hétérogènes (6,6 %), milieux à végétation arbustive et/ou herbacée (3,9 %), zones urbanisées (1,3 %). L'évolution de l’occupation des sols de la commune et de ses infrastructures peut être observée sur les différentes représentations cartographiques du territoire : la carte de Cassini (XVIIIe siècle), la carte d'état-major (1820-1866) et les cartes ou photos aériennes de l'IGN pour la période actuelle (1950 à aujourd'hui).

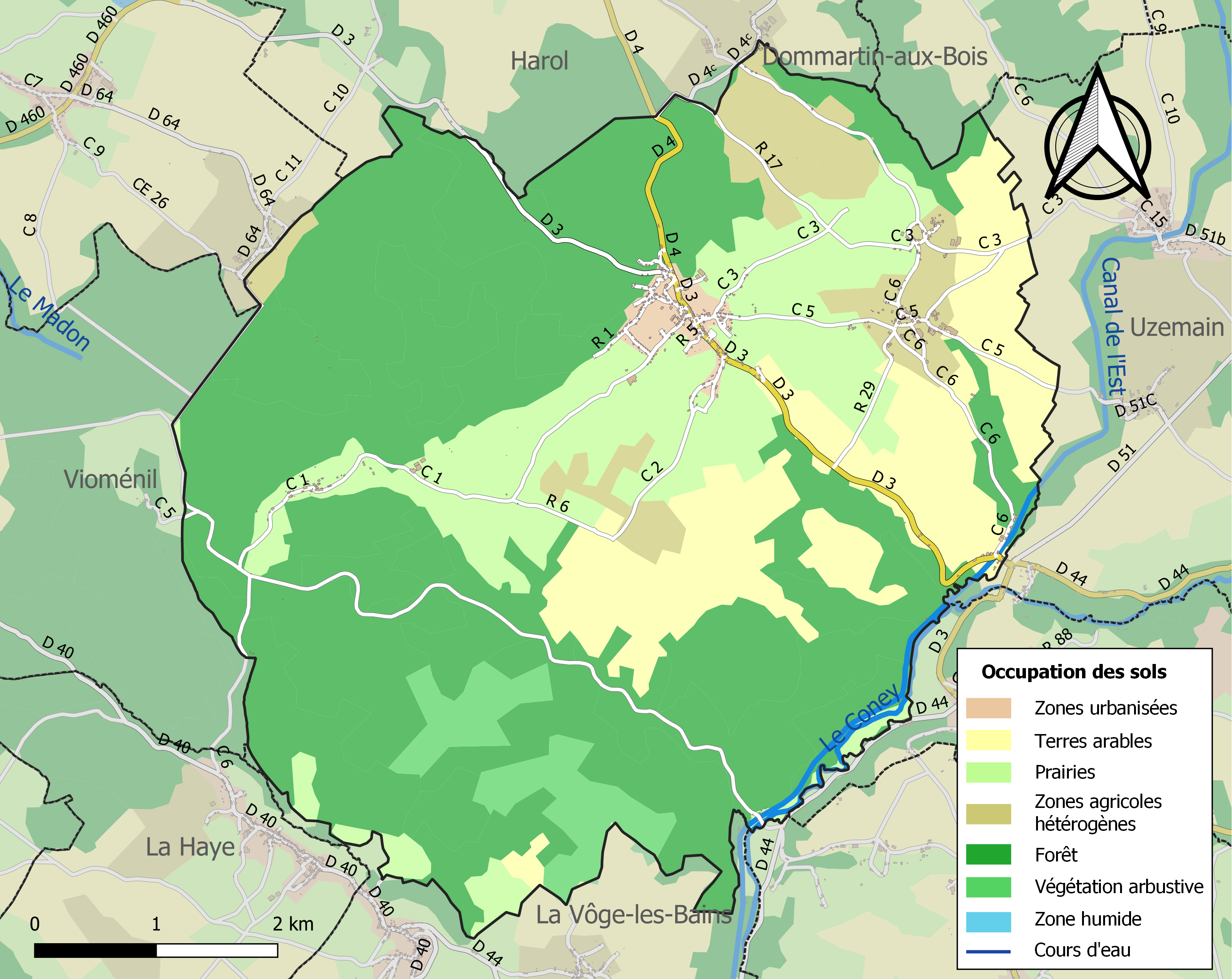
Carte des infrastructures et de l'occupation des sols de la commune en 2018 (CLC).
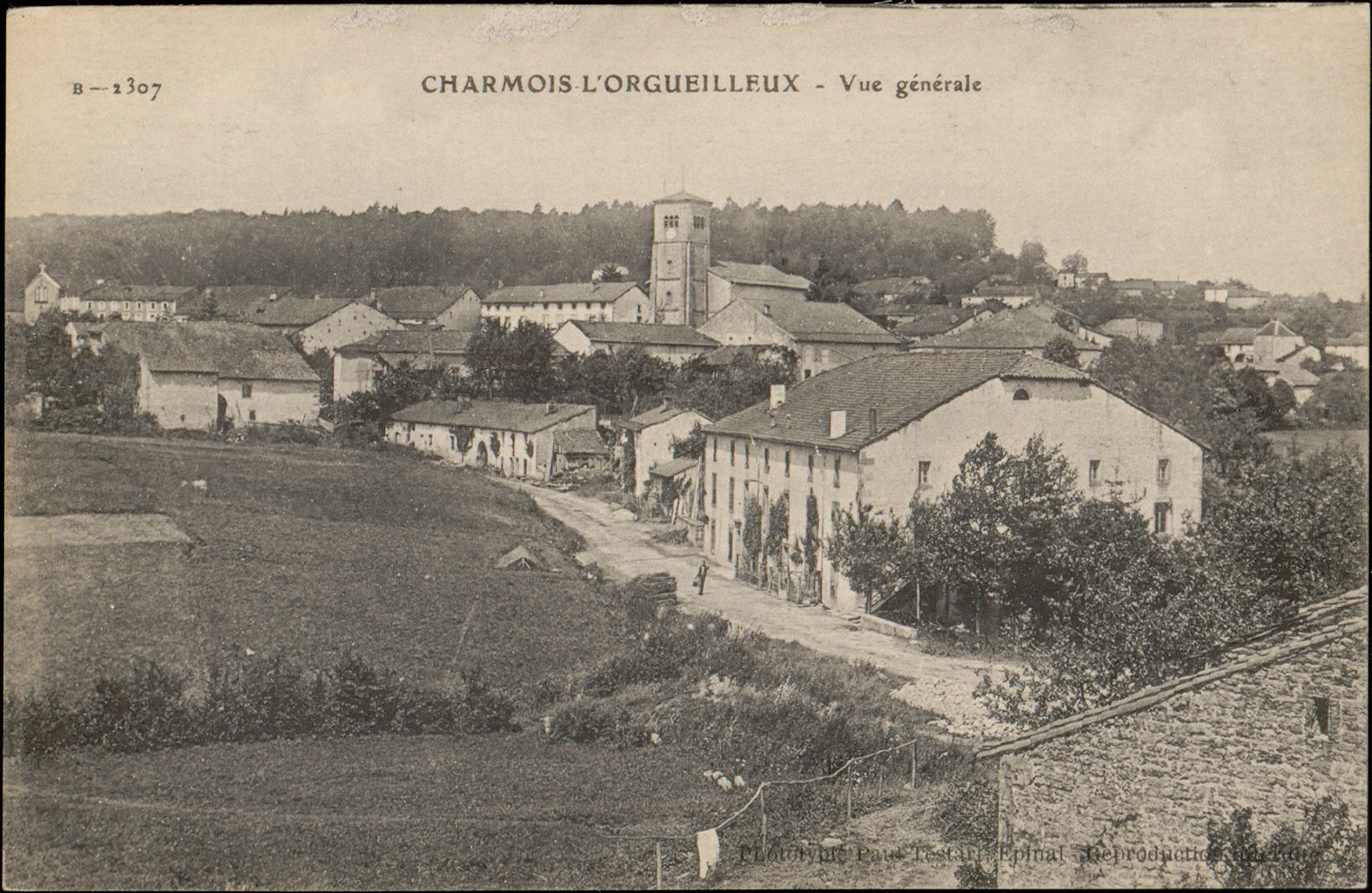
Vue générale.

## Toponymie
Le nom de la localité est attesté sous les formes Charmon, corr. Charmou (XIIIe siècle) ; La forge de Charmois (1491) ; Charmois l’Orguilleuses (1504) ; Charmois l’Orgueilleuse (1711) ; Carpinetum (1768).

Il s'agit d'une formation toponymique issue de l'oil charmoi, dont le premier élément représente un nom d’arbre, à savoir le « charme », suivi par le suffixe collectif -etum ; Charmois signifie « lieu planté de charmes »,,.
Le déterminant complémentaire « l'Orgueilleux » a pu désigner autrefois la vaillance et la force, voire plutôt la fierté de ses habitants, signifiant « fier, insolent, superbe, magnifique »,.

## Histoire
La dénomination de Charmois-l'Orgueilleux est attestée en 1504. Elle pourrait traduire la situation avantageuse d'un poste de guet des templiers à La Chalumelle, hauteur dominant le village à l'ouest et protégée par un boqueteau de charmes.
Une verrerie, créée en 1559 à 5 km à l'ouest du centre, a cessé son activité au milieu du XIXe siècle. La population de la commune comptait encore 1 270 habitants en 1876.
Charmois-l’Orgueilleux faisait autrefois partie du ban d'Harol, bailliage de Darney. Au spirituel, Charmois dépendait de Harol et fut érigée en paroisse en 1709.
De 1790 à l'an IX, Charmois fit partie du canton de Girancourt.

## Politique et administration

### Budget et fiscalité 2022

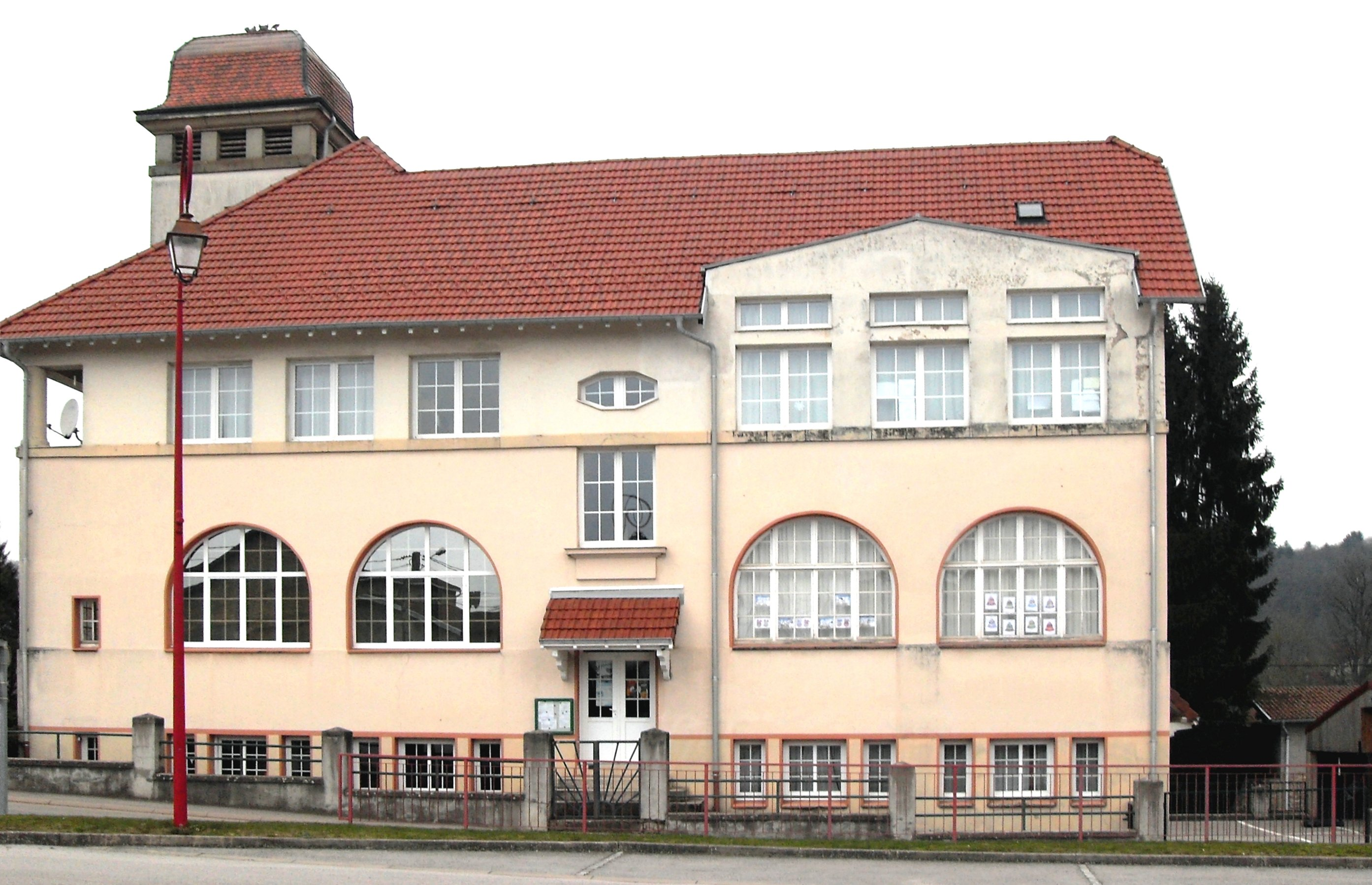
Mairie-école.

En 2022, le budget de la commune était constitué ainsi :
- total des produits de fonctionnement : 627 000 €, soit 1 053 € par habitant ;
- total des charges de fonctionnement : 400 000 €, soit 672 € par habitant ;
- total des ressources d'investissement : 730 000 €, soit 1 227 € par habitant ;
- total des emplois d'investissement : 91 000 €, soit 153 € par habitant ;
- endettement : 5 110 000 €, soit 858 € par habitant.

Avec les taux de fiscalité suivants :
- taxe d'habitation : 11,19 % ;
- taxe foncière sur les propriétés bâties : 37,71 % ;
- taxe foncière sur les propriétés non bâties : 41,80 % ;
- taxe additionnelle à la taxe foncière sur les propriétés non bâties : 0,00 % ;
- cotisation foncière des entreprises : 0,00 %.

Chiffres clés Revenus et pauvreté des ménages en 2021 : médiane en 2021 du revenu disponible, par unité de consommation : 21 370 €.

### Liste des maires
| Période                                  | Période   | Identité                     | Étiquette | Qualité             |
| ---------------------------------------- | --------- | ---------------------------- | --------- | ------------------- |
| Les données manquantes sont à compléter. |           |                              |           |                     |
| 1888                                     | 1908      | Eugène Didelot               |           |                     |
| 1908                                     | 1919      | Eugène Pernot                |           |                     |
| 1919                                     | 1921      | Eugène Fombaron              |           |                     |
| 1921                                     | 1929      | Pierre Leroy                 |           |                     |
| 1929                                     | 1938      | Alfred Houillon              |           |                     |
| 1938                                     | 1940      | Louis Magnien                |           |                     |
| 1940                                     | 1945      | Jules Didelot (1898-1961)    |           | Cultivateur         |
| 1945                                     | 1953      | Gabriel Marulier (1913-2016) |           | Commerçant          |
| 1953                                     | 1977      | Jean Tachet (1919-2013)      |           | Agriculteur         |
| 1977                                     | 1983      | Jean Barthélémy (1926-2021)  |           |                     |
| 1983                                     | 1989      | Louis Bartholy (1924-2014)   |           | Retraité du textile |
| mars 1989                                | juin 1995 | Joël Maire                   |           |                     |
| juin 1995                                | mars 2014 | René Drouot                  | DVD       |                     |
| mars 2014                                | juin 2020 | Christine Vauzelle           |           | Professeur          |
| juin 2020                                | En cours  | Eric Del Missier             |           | Commercial          |

## Population et société

### Démographie

#### Évolution démographique
L'évolution du nombre d'habitants est connue à travers les recensements de la population effectués dans la commune depuis 1793. Pour les communes de moins de 10 000 habitants, une enquête de recensement portant sur toute la population est réalisée tous les cinq ans, les populations de référence des années intermédiaires étant quant à elles estimées par interpolation ou extrapolation. Pour la commune, le premier recensement exhaustif entrant dans le cadre du nouveau dispositif a été réalisé en 2006.

En 2022, la commune comptait 584 habitants, en évolution de −0,68 % par rapport à 2016 (Vosges : −2,96 %, France hors Mayotte : +2,11 %).
| 1793  | 1800  | 1806  | 1821  | 1831  | 1836  | 1841  | 1846  | 1856  |
| ----- | ----- | ----- | ----- | ----- | ----- | ----- | ----- | ----- |
| 1 025 | 1 040 | 1 013 | 1 137 | 1 158 | 1 213 | 1 215 | 1 248 | 1 290 |

| 1861  | 1866  | 1876  | 1881  | 1886  | 1891  | 1896  | 1901 | 1906 |
| ----- | ----- | ----- | ----- | ----- | ----- | ----- | ---- | ---- |
| 1 275 | 1 343 | 1 267 | 1 206 | 1 225 | 1 098 | 1 060 | 991  | 951  |

| 1911 | 1921 | 1926 | 1931 | 1936 | 1946 | 1954 | 1962 | 1968 |
| ---- | ---- | ---- | ---- | ---- | ---- | ---- | ---- | ---- |
| 983  | 874  | 800  | 699  | 726  | 641  | 668  | 605  | 534  |

| 1975 | 1982 | 1990 | 1999 | 2006 | 2011 | 2016 | 2021 | 2022 |
| ---- | ---- | ---- | ---- | ---- | ---- | ---- | ---- | ---- |
| 532  | 521  | 557  | 618  | 591  | 601  | 588  | 585  | 584  |

### Enseignement
Établissements d'enseignements :
- école maternelle et primaire[32] ;
- collèges à Bains-les-Bains, Xertigny ;
- lycées à Harol, Bains-les-Bains, Épinal.

### Santé
- Professionnels de santé : médecin[33], infirmiers à Girancourt, Uzemain[34].
- Pharmacie à Xertigny.

### Cultes
Culte catholique, Paroisse Saint-Paul-en-Vôge, Diocèse de Saint-Dié.

## Économie

### Entreprises et commerces

#### Agriculture
- Agriculture et élevage[36], ferme auberge[37].

#### Tourisme
- Restaurant Le Moulin[38].
- Commerces de proximité[39].
- Sentier découverte.
- Véloroutes fléchées.
- Port de plaisance.

#### Commerces
- Commerces et services de proximité à Dompaire.

## Culture locale et patrimoine

### Lieux et monuments

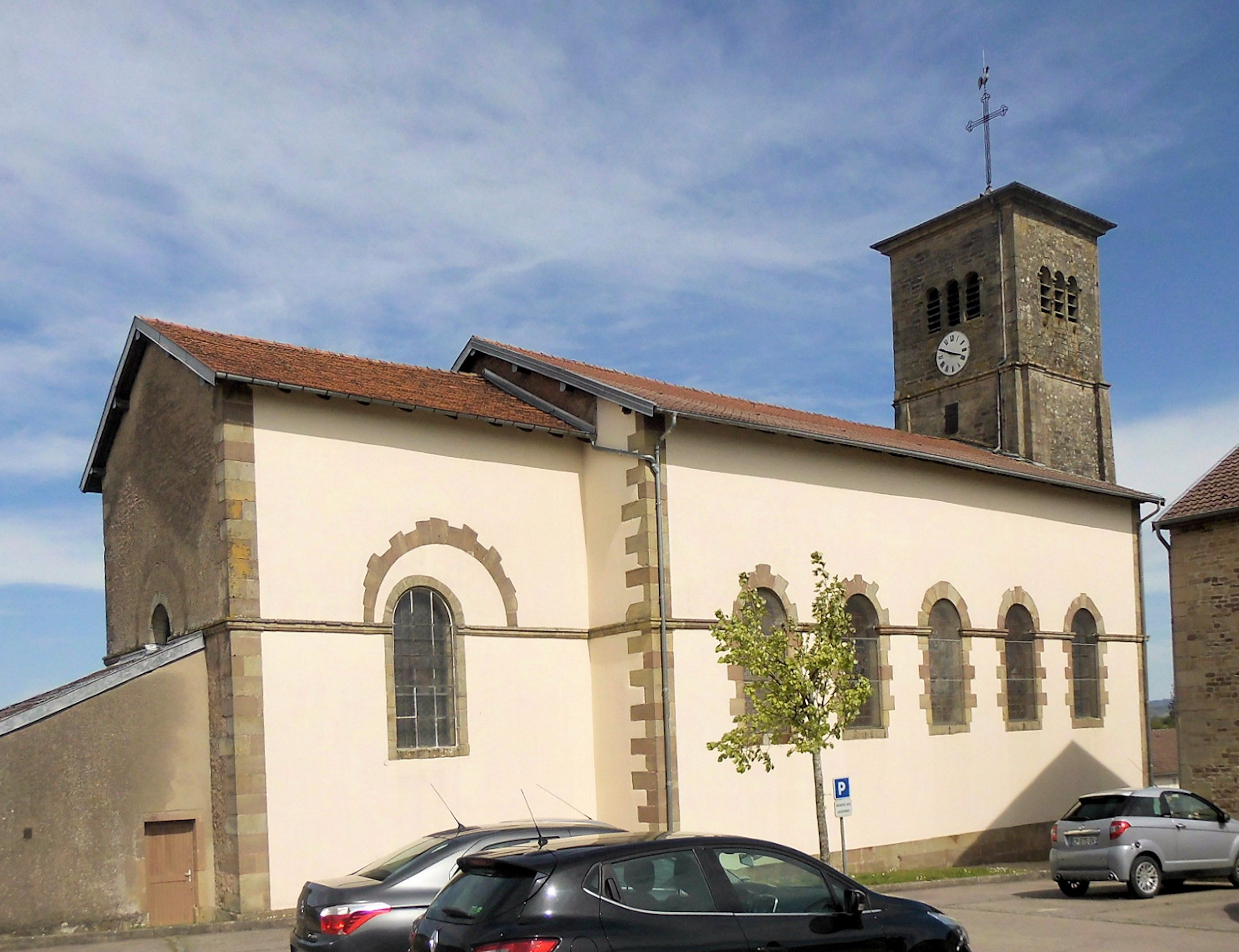
L'église Saint-Léger.
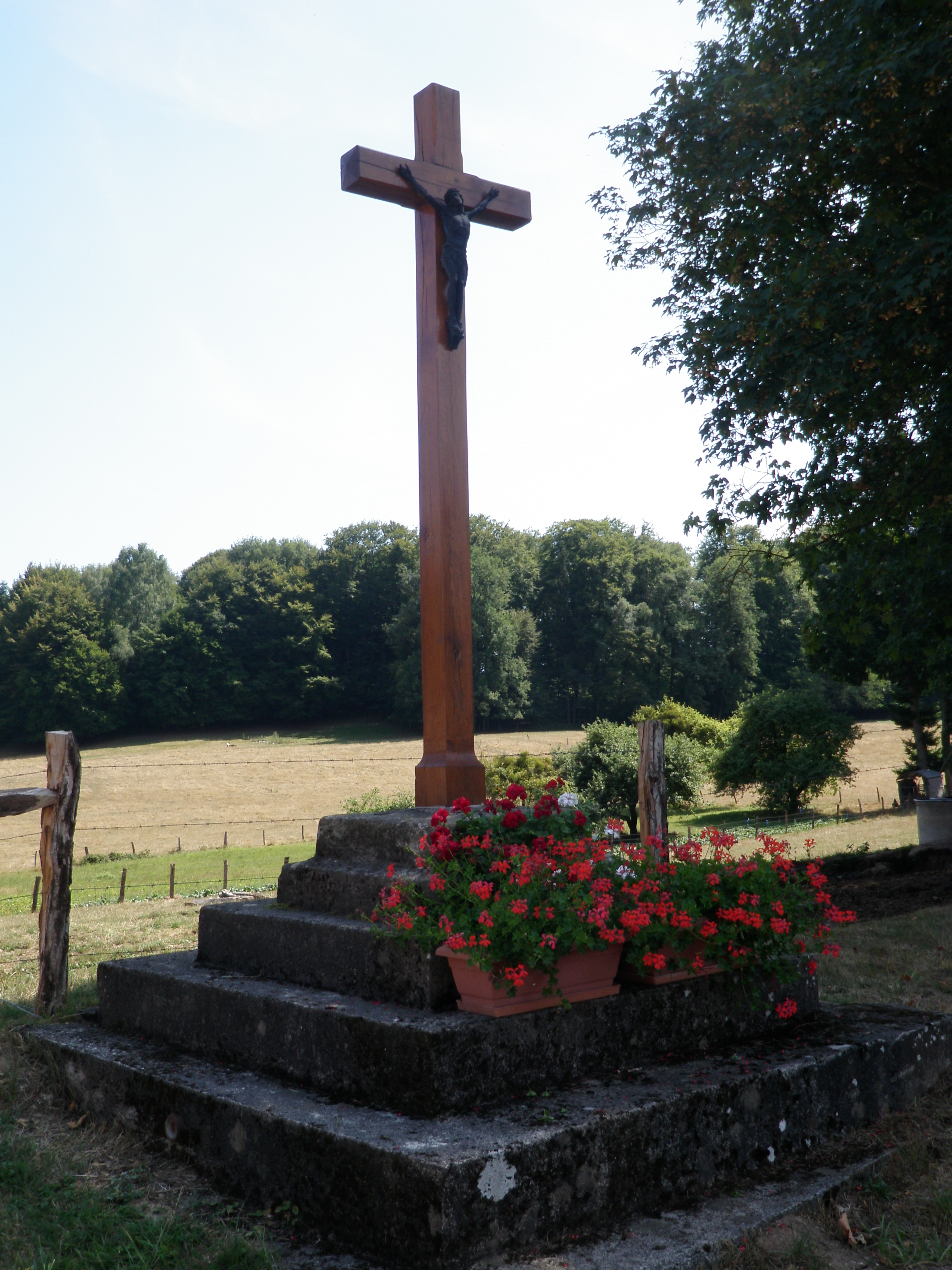
Calvaire de Saucenot.
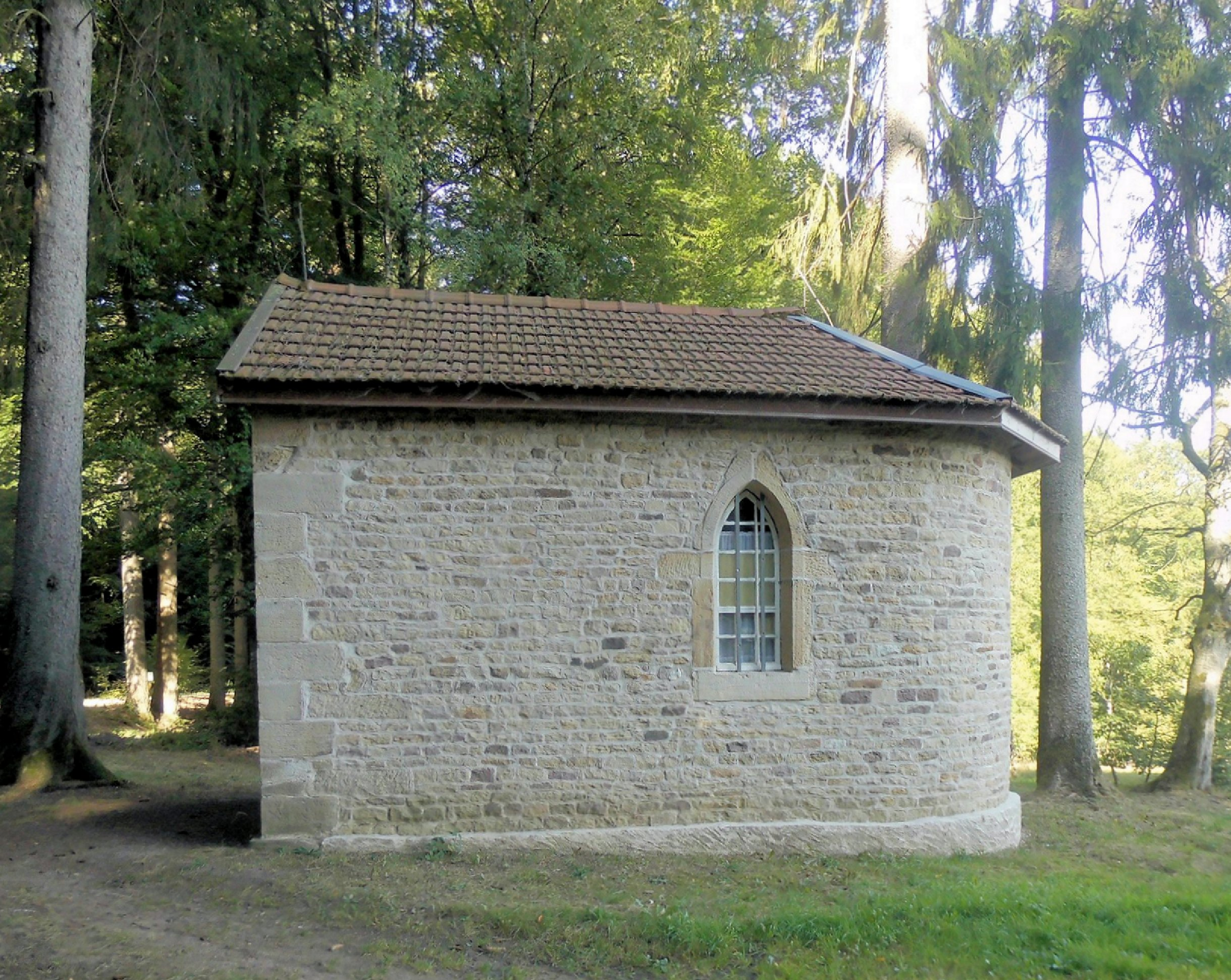
La chapelle Notre-Dame-de-la-Miséricorde.

#### Charmois centre
Patrimoine religieux :
- Église Saint-Léger[40], érigée en 1824, et son orgue construit en 1949 par Jacquot-Lavergne[41],[42],[43].
- Cimetière.
- Monument aux morts[44].
- Deux calvaires (rue du Stade et rue de la Bourde).
- Vierge de la rue de la Haute Chalumelle.

Autres sites et patrimoines :
- Deux voies romaines dans la Forêt domaniale du Ban d’Harol[45].
- Mairie-école.
- Maison de retraite.
- Bibliothèque Municipale Henri Vinot.
- Stade.
- Fontaine de la rue de la Basse Chalumelle.
- Le Moulin de Battembroise.
- Arboretum et calvaire de la rue de la Croisette.

#### Hameaux
- Chapelle Notre-Dame-de-Miséricorde, datant de 1865, près de la Neuve-Verrerie.
- Port sur le canal des Vosges aux Forges d'Uzemain.
- Calvaires :

Calvaire de Nobaimont.
Calvaire du Pont Tremblant.
Calvaire de Reblangotte.
Calvaire de Saucenot (avec croix en bois restaurée).

### Personnalités liées à la commune
- Justine de Bonnay (1804-1886), fondatrice de la congrégation du Pauvre Enfant Jésus.
- Claude Nicolas Didelot (1795-1856), député de l'arrondissement d'Épinal de 1844 à 1848.
- Jean Leroy (1887-1978), député sous la Troisième République, né à Charmois-l'Orgueilleux.

### Héraldique
| Blason | Blasonnement : D'argent à la croix pattée alésée de gueules. Commentaires : Il s'agit de la croix des Templiers pour rappeler qu'un poste de guet des templiers existait à la Chalumelle, hauteur dominant le village, protégée par des charmoies (lieu planté de charmes). |

## Pour approfondir